# 고하르 가스파랸
고하르 가스파랸(아르메니아어: Գոհար Գասպարյան, 결혼 이전의 성: 하차투랸(Խաչատրյան), 1924년 12월 14일~2007년 5월 15일)은 아르메니아의 오페라 가수이다.
이집트 카이로에서 아르메니아인 가문의 딸로 태어났으며 1948년에 아르메니아로 이주했다. 예레반 오페라 극장에서 23편의 오페라에 출연했고 스탈린상, 레닌 훈장, 소련 인민예술가 칭호, 사회주의 노동자 영웅 칭호를 받았다.